# レフ・サピェハ

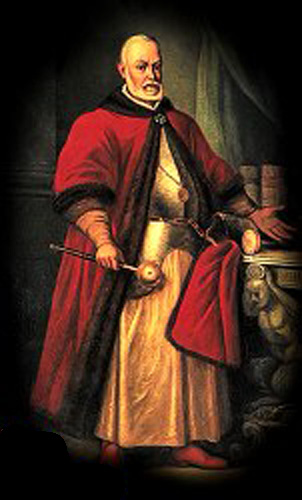
レフ・サピェハ

レフ・サピェハ（ポーランド語:Lew Sapieha；リトアニア語:Leonas Sapiega；ベラルーシ語:Леў Сапега, 1557年4月4日 - 1633年7月7日）は、ポーランド・リトアニア共和国の大貴族（マグナート）。リトアニア語名はレオナス・サピエガ。

## 生涯
1580年よりリトアニア秘書官を、1581年よりリトアニア書記官（Pisarz wielki litewski）を、1585年よりリトアニア副大法官を、1589年より1623年までリトアニア大法官を、1621年よりヴィリニュス県知事を、1623年よりリトアニア大ヘトマンを、それぞれ歴任した。またスウォニム、ブレストおよびモギリョフの代官でもあった。1582年10月4日から11月25日にかけて開かれた通常セイムでは議長を務めている。その輝かしい政治的経歴が示すように、サピェハは共和国の歴史における偉大な政治家であり、富と権力を有するマグナートであった。彼は政治のみならず法律家また将軍としても才能を発揮し、当時のリトアニア大公国を文化的に発展させるのに最も貢献した指導者でもあった。
彼はドイツのライプツィヒで教育をうけたのち、大法官ヤン・ザモイスキの庇護下に国王ステファン・バートリの秘書官となった。サピエハは1584年から1600年にかけて続いていた共和国とモスクワ国家との友好的和平の維持を支持しており、1600年には自らモスクワに赴いて同盟関係の存続を提案したが、これはツァーリのボリス・ゴドゥノフに拒否されている。サピエハはステファン・バートリ治下でのリヴォニア戦争、およびジグムント3世治下でのロシア・ポーランド戦争にも参加した。特に後者の際は、モスクワ君主の座を狙うジグムントの計画を支援していた。また1617年に国王の長男ヴワディスワフ王子がモスクワに攻め込んだ際も、この遠征を積極的に推進した（少なくとも協力的な態度をとった）という。
大法官としてのサピェハは、憲法的な性格を持つリトアニア法典の最後の版における編纂の主催者であった。また1641年、ヴィリニュス大学に法学部が創設されたのも彼の尽力があったためである。サピエハはリトアニア大公国内の多くのカトリック教会の後援者であり、そしてサピェハ家に長きにわたって継承される富と権力を残すことになった。サピエハは1633年に亡くなり、遺言に従ってヴィリニュスにある大天使ミハエル教会の地下納骨堂に埋葬された。